# The Princely Bandit
The Princely Bandit est un film muet américain réalisé par Francis Ford et sorti en 1916.

## Fiche technique
- Réalisation : Francis Ford
- Scénario : Grace Cunard
- Durée : 20 minutes
- Date de sortie : États-Unis : 9 septembre 1916

## Distribution
- Francis Ford
- Grace Cunard
- Jack Holt
- Peter Gerald